# Joshua Scott Chasez
Joshua Scott Chasez (8 de agosto de 1976), mais conhecido como JC Chasez, é um cantor, compositor e produtor musical estadunidense que ficou famoso por ter feito parte da boy band 'N Sync.

## Biografia
JC Chasez é filho adotivo de Roy e Karen Chasez, que são descendentes de franceses e ingleses. Nasceu em Washington, Estados Unidos. Sua mãe biológica não podia criá-lo e então o entregou a Roy e Karen quando ele tinha cinco anos para que ele pudesse ter um lar e uma educação mais adequados. Depois que o processo de adoção foi completado, JC foi criado no lar da família Chasez até a adolescência. Estudou nas escolas Belair Junior High School e Bowie High School, onde se formou no ensino médio. Possui um irmão e uma irmã mais novos.
Sua carreira deu início em 1989 quando sua mãe lia um artigo do jornal Washington Post anunciando audições da Disney para um programa chamado The Mickey Mouse Club. Sua mãe o encorajou a fazer o teste e após as audições JC conseguiu uma vaga ao lado de Britney Spears, Christina Aguilera e de Justin Timberlake, que anos mais tarde viria a ser seu companheiro de banda. JC esteve no programa até 1994, quando o show foi cancelado.
Em 1995, JC se inscreveu para outra série de audições em Orlando, dessa vez para fazer parte de um grupo musical de garotos (boy band) a serem empresariados por Lou Pearlman e Johnny Wright. Aprovado nos testes ele se juntou a Justin Timberlake, Joey Fatone, Chris Kirkpatrick, e mais tarde a Lance Bass. Assim se formou o grupo conhecido como 'N Sync, nome formado com a última letra dos nomes de cada integrante sugerido pela mãe de Justin.
A banda fez sucesso no final dos anos 90 e início de 2000, nesse tempo JC escreveu várias canções da banda como "No Strings Attached", "The Game Is Over" e "Selfish", além de co-produzir outras. A banda terminou em 2002 quando todos integrantes do grupo decidiram cada um fazer um projeto particular.
Com o término do 'N Sync, JC começou a se dedicar ao seu álbum solo e em 24 de fevereiro de 2004, ele lançou seu primeiro álbum solo intitulado Schizophrenic. JC divulgou o disco, abrindo a turnê de Britney Spears, a The Onyx Hotel Tour na Europa.
JC estava para lançar seu segundo álbum em 2007, mas não lançou porque resolveu sair da gravadora Jive Records e desde então está fazendo colaborações com outros artistas . Os únicos singles desta época são "Until Yesterday" e "You Ruined Me".
Em novembro de 2012, JC junto com o produtor e compositor Jimmy Harry formaram uma girl group chamada Girl Radical, inspirada nos supergrupos de J-pop.

## Discografia

### Álbuns de estúdio
- Schizophrenic (2004)

### Singles
- "Bring It All to Me" (with Blaque) (2000)
- "Blowin' Me Up (with Her Love)" (2003)
- "Some Girls (Dance with Women)" (2004)
- "All Day Long I Dream About Sex" (2004)
- "Until Yesterday" (2006)
- "You Ruined Me" (2007)

### Participações especiais
| Ano  | Artista            | Música                          | Álbum                     |
| ---- | ------------------ | ------------------------------- | ------------------------- |
| 1999 | Blaque             | "Bring It All to Me"            | Blaque                    |
| 2000 | Euge Groove        | "Give in to Me"                 | Euge Groove               |
| 2002 | Various artists    | "Blowin' Me Up (with Her Love)" | Drumline Soundtrack       |
| 2003 | Basement Jaxx      | "Plug it In"                    | Kish Kash                 |
| 2003 | BT                 | "Force of Gravity"              | Emotional Technology      |
| 2003 | BT                 | "Somnambulist"                  | Emotional Technology      |
| 2005 | The Stone Movement | "Slow Songs"                    | Não Lançado               |
| 2006 | Carlos Santana     | "If I Don't"                    | Não Lançado               |
| 2006 | Girls Aloud        | "Watch Me Go"                   | Chemistry                 |
| 2007 | Backstreet Boys    | "Treat Me Right"                | Unbreakable               |
| 2007 | Jonatha Brooke     | "Careful What You Wish For"     | Careful What You Wish For |
| 2007 | Jonatha Brooke     | "Beautiful Girl"                | Careful What You Wish For |
| 2008 | David Archuleta    | "Don't Let Go"                  | David Archuleta           |
| 2010 | A.J. McLean        | "Teenage Wildlife"              | Have It All               |
| 2010 | A.J. McLean        | "Love Crazy"                    | Have It All               |
| 2010 | McFly              | "iF U C Kate"                   | Above the Noise           |
| 2011 | Matthew Morrison   | "Hey"                           | Matthew Morrison          |
| 2011 | Matthew Morrison   | "Don't Stop Dancing"            | Matthew Morrison          |
| 2012 | Richard Marx       | "This I Promise You"            | A Night Out With Friends  |
| 2012 | Cady Groves        | "Ugly"                          | This Little Girl          |
| 2012 | Kristina Maria     | "FML X2"                        | Tell The World            |
| 2012 | Kristina Maria     | "Animal"                        | Tell The World            |
| 2012 | Vários Artistas    | Vários                          | Rock of Ages Soundtrack   |

## Filmografia
| Ano  | Título           | Papel              | Notas |
| ---- | ---------------- | ------------------ | ----- |
| 2009 | 21 and a Wake-Up | Dr. Tom Drury      |       |
| 2008 | Killer Movie     | Ted Buckley        |       |
| 2014 | Red Sky          | "Profile"          |       |
| 2016 | Opening Night    | Version of Himself |       |

| Ano       | Título                                 | Papel                       | Notas                                              |
| --------- | -------------------------------------- | --------------------------- | -------------------------------------------------- |
| 1991-1996 | The All-New Mickey Mouse Club (TANMMC) | Ele mesmo                   | Temporadas 4-7                                     |
| 2000      | Saturday Night Live                    | Ele mesmo/Convidado musical | (com o 'N Sync)                                    |
| 2008–2012 | America's Best Dance Crew              | Ele mesmo                   | Jurado                                             |
| 2008      | Las Vegas                              | William                     | "I Could Eat a Horse" (Temporada 5, episódio 12)   |
| 2008      | Girlicious                             | Ele mesmo                   | "Confidence" (Episódio 2)                          |
| 2006      | Ghost Whisperer                        | Samson                      | "The Curse of the Ninth" (Temporada 2, episódio 9) |
| 2005      | What's New, Scooby-Doo?                | Ele mesmo                   | A Scooby-Doo Valentine                             |
| 2003      | Greetings from Tucson                  | Jay Dugray                  | "Home Sweet Home" (Temporada 1, episódio 18)       |
| 2002      | What I Like About You                  | Ele mesmo                   | "Spa Day" (Temporada 1, episódio 2)                |
| 2001      | The Simpsons                           | Ele mesmo                   | Episódio: "New Kids on the Blecch"                 |